# Championnat d'Asie de rink hockey 2010 (Taipei)
Navigation
Championnat d'Asie 2010 (Dalian) Championnat d'Asie 2012
Le Championnat d'Asie de rink hockey 2010 est la 14e édition de la compétition organisée par la Confederation of Asia Roller Sports et réunissant les meilleures nations asiatiques. Il s'agit de la neuvième édition concernant la compétition féminine. Cette édition a lieu à Taipei, en République de Chine.
L'équipe du Japon remporte pour la cinquième fois la compétition masculine et l'équipe de Taipei chinois remporte sa première couronne dans la compétition féminine.

## Participants

### Sélections masculines
- Inde
- Japon
- Taïpei chinois

### Sélections féminines
- Inde
- Japon
- Taïpei chinois

## Résultats

### Compétition masculine
| Rang | Équipe         | Pts | J | G | N | P | Bp | Bc | Diff |  | Résultats      |  |     |      |
| ---- | -------------- | --- | - | - | - | - | -- | -- | ---- |  | -------------- |  | --- | ---- |
| 1    | Taïpei chinois | 6   | 2 | 2 | 0 | 0 | 5  | 4  | +1   |  | Taïpei chinois |  | 3-1 | 11-1 |
| 2    | Japon          | 3   | 2 | 1 | 0 | 1 | 15 | 5  | +10  |  | Japon          |  |     | 1-0  |
| 3    | Inde           | 0   | 2 | 0 | 0 | 1 | 1  | 12 | -11  |  | Inde           |  |     |      |

| 26 juillet 2010 | Japon | 3-1 | Taïpei chinois | Taipei |  |  |
|                 |       |     |                |        |  |  |
|                 |       |     |                |        |  |  |

### Compétition féminine
| Rang | Équipe         | Pts | J | G | N | P | Bp | Bc | Diff |  | Résultats      |  |     |     |
| ---- | -------------- | --- | - | - | - | - | -- | -- | ---- |  | -------------- |  | --- | --- |
| 1    | Taïpei chinois | 4   | 2 | 1 | 1 | 0 | 5  | 3  | +2   |  | Taïpei chinois |  | 3-1 | 2-2 |
| 2    | Inde           | 3   | 2 | 1 | 0 | 1 | 7  | 5  | +2   |  | Inde           |  |     | 6-2 |
| 3    | Japon          | 1   | 2 | 0 | 1 | 1 | 4  | 8  | -4   |  | Japon          |  |     |     |

| 26 juillet 2010 | Taïpei chinois | 4-1 | Inde | Taipei |  |  |
|                 |                |     |      |        |  |  |
|                 |                |     |      |        |  |  |